# Mária Zakariás
Mária Zakariás (28 dicembre 1952) è un'ex canoista ungherese.

## Palmarès

### Olimpiadi
- 1 medaglia:
  - 1 bronzo (Mosca 1980 nel K-2 500 m)

### Mondiali
- 3 medaglie:
  - 1 argento (Tampere 1973 nel K-4 500 m)
  - 2 bronzi (Città del Messico 1974 nel K-2 500 m; Belgrado 1975 nel K-4 500 m)